# Nobuhiro Ueno
Nobuhiro Ueno (上野 展裕, Ueno Nobuhiro) est un footballeur japonais né le 26 août 1965, reconverti entraîneur. Il évoluait au poste de défenseur.

## Biographie
Au cours de sa carrière de joueur, il dispute 28 matchs en première division japonaise avec les clubs d'All Nippon Airways et du Sanfrecce Hiroshima.
Il participe avec l'équipe du Japon à la Coupe d'Asie des nations en 1988. Il ne reçoit toutefois aucune sélection avec le Japon.
Il entraîne l'équipe du Japon des moins de 20 ans en 2004, et brièvement l'Albirex Niigata, club de J-League 1, en 2012.